# Friedrich Fetzer
Friedrich „Fritz“ Fetzer (* 17. September 1896 in Lindau im Bodensee; † 23. Januar 1985) war Ministerialdirektor im Deutschen Reich und rettete Lindau 1945 maßgeblich vor der Zerstörung. 

## Leben
Friedrich Fetzer wurde als Sohn eines Beamten in Lindau geboren. Er wuchs auf der Hinteren Insel in Lindau auf und ging auf die dortige Latein-Schule. Anschließend besuchte er das Internat Kloster Neuburg. Am Ersten Weltkrieg nahm Fetzer als Kriegsfreiwilliger teil und wurde schwer verwundet. Nach dem Ersten Weltkrieg studierte er erst Chemie, dann aber Rechtswissenschaften an der Universität München.
Friedrich Fetzer bereiste nach dem Studium die Welt, vor allem Persien und Mexiko. Dabei interessierte er sich für die dortigen Ölvorkommen und die Ölförderung. Durch die Reisen entstanden viele Beziehungen ins Ausland. Ende der 1920er Jahre wurde Friedrich Fetzer erst zum Fachmann für die Ölversorgung der Reichsmarine, später dann Ministerialrat im Oberkommando der Marine und arbeitete fortan eng mit Erich Raeder zusammen. 

### Lebensmittelversorgung der Schweiz im Zweiten Weltkrieg
Mit dem Schweizer Oberstleutnant Heinrich Iselin führte Friedrich Fetzer Verhandlungen über die Lebensmittelversorgung der Schweiz während des Zweiten Weltkriegs. Die Schweiz kaufte dafür vier Frachtschiffe (dazu kamen noch sieben von privaten Investoren). Die ausgehandelte Regelung sah vor, dass diese Schiffe, sobald sie aus dem Atlantik in europäisches Gewässer einfuhren, zuerst die britische Marine anfunkten und ihre Position mitteilten; diese Meldung ging über die Schweizer Botschaft in London und das Auswärtige Amt in Bern an Fritz Fetzer in Berlin. Meist wurde ein deutsches Kriegsschiff als Geleitschutz beigestellt. Die Zielhäfen der Schweizer Frachtschiffe waren Rotterdam und Marseille.
Während einer Dienstreise lernte Friedrich Fetzer Carl Jakob Burckhardt kennen, mit dem er sich wiederholt dienstlich traf. Als Burckhardt Internationaler Beauftragter des Internationalen Roten Kreuzes Englands war, knüpfte Fetzer Kontakte mit englischen Politik- und Wirtschaftsvertretern. Am 8. Juli 1942 wurde zwischen beiden eine Annäherung von England und dem Deutschen Reich besprochen; Fetzer leitete die Niederschrift des Gespräches über Staatssekretär Ernst von Weizsäcker an seinen Amtschef Hermann Göring weiter. Adolf Hitler untersagte Fetzer weitere Verhandlungen mit Burckhardt, da er diese Gespräche als Landesverrat ansah. Fetzer wurde fortan von der Gestapo überwacht, und ihm wurden weitere Auslandsreisen untersagt. 1942 legte Fetzer freiwillig sein Amt als Ministerialrat bei der Kriegsmarine nieder und kehrte nach Lindau zurück.

### Rettung Lindaus im Zweiten Weltkrieg
Gegen Ende des Zweiten Weltkriegs geriet Lindau immer wieder ins Visier von alliierten Luftangriffen, da Lindau einen wichtigen Verkehrsknotenpunkt für die sogenannte Alpenfestung darstellte. Betroffen war dabei vor allem der Güterbahnhof in Reutin. Schiffe im Lindauer Hafen wurden nachts vorsorglich in die benachbarte neutrale Schweiz gebracht, um einer Zerstörung zu entgehen. Des Weiteren häuften sich die Verletzten in den Lindauer Hotels, der Luitpoldkaserne und in der Volksschule Reutin, die provisorisch zu Lazaretten umgerüstet wurden, vor allem Soldaten, aber auch Zivilisten aus dem benachbarten bombardierten Friedrichshafen. Fetzer startete eine Initiative, Lindau aufgrund der vielen untergebrachten Verletzten und Flüchtlinge zur Rot-Kreuz-Stadt erklären zu lassen und damit die Stadt vor Angriffen zu schützen. Da er von Lindau aus keinen Kontakt mit dem inzwischen zum Präsidenten des Internationalen Roten Kreuzes ernannten Carl Jakob Burckhardt aufnehmen konnte, machte er sich zusammen mit dem Hotelier Jörg Rhomberg nach Kißlegg auf, wo der aus Berlin vertriebene Schweizer Minister für Schutzmachtsangelegenheiten Peter Anton Feldscher residierte. Ende April 1945 verkündete Feldscher, dass Lindau zur „Internationalen Rot-Kreuz-Stadt“ erklärt würde, sobald die Stadt frei von militärischen Einrichtungen wäre und alle größeren Gebäude mit einem sichtbaren Rot-Kreuz-Zeichen versehen würden. Dies wurde vom Schweizer Konsul in Bregenz Carl Bitz bestätigt, und Lindau wurde von Burckhardt zur „Internationalen Rot-Kreuz-Stadt“ ernannt. Am 30. April 1945 wurde die Stadt ohne Angriffe von der französischen Armee eingenommen. Jedoch wurde Bregenz von Lindauer Seite aus von den Franzosen beschossen.

„Dr. Fetzer verdient […] die Achtung und den Schutz der demokratischen Staaten in jeder Hinsicht“

Nach dem Krieg war Friedrich Fetzer als Ministerialdirektor und Hauptabteilungsleiter im Bundeswirtschaftsministerium in Bonn und bei der OECD in Paris tätig.
1959 wurde er Aufsichtsratsmitglied bei Agip Deutschland.
Friedrich Fetzer heiratete 1933 Anne-Renee Gräfin Quadt zu Wykradt-Isny (* 19. September 1896 in St. Colomba/Italien; † 1976 in Lindau) und lebte mit ihr auf Schloss Moos in Lindau.